# Jinx (1919)
Jinx é um filme de ação, aventura e comédia dos Estados Unidos de 1919, estrelando Mabel Normand e dirigido por Victor Schertzinger.

## Elenco
- Mabel Normand ... A Jinx
- Florence Carpenter ... Rory Bory Alice
- Ogden Crane ... Bull Hogarth
- Cullen Landis
- Clarence Arper ... Xerife Jepson
- Gertrude Claire